# Рог (Ставропольский край)
Рог — хутор в Советском районе (городском округе) Ставропольского края Российской Федерации. Находился в составе муниципального образования города Зеленокумска (упразднено 1 мая 2017 года).

## География
Расстояние до краевого центра: 171 км. Расстояние до районного центра: 10 км.

## История
На 1 марта 1966 года находился в подчинении Зеленокумского горсовета:28.

## Население
| 1925 | 1989 | 2002 | 2010 | 2014 |
| ---- | ---- | ---- | ---- | ---- |
| 637  | ↘292 | ↗318 | ↘256 | ↗300 |

По данным переписи 2002 года в национальной структуре населения русские составляли 69 %.

## Кладбище
В 100 м западнее хутора расположено общественное открытое кладбище площадью 8092 м².

## Люди, связанные с хутором
- Василий Егорович Стукалов (р. 1926, хутор Рог — 1990) — Герой Советского Союза